# Russell F. Doolittle
Russell F. Doolittle (* 10. Januar 1931 in New Haven, Connecticut; † 11. Oktober 2019) war ein US-amerikanischer Biochemiker.
Doolittle studierte Biologie an der Wesleyan University (Bachelor-Abschluss 1952) und machte 1957 einen Master-Abschluss in Pädagogik am Trinity College in Hartford. 1962 wurde er an der Harvard University in Biochemie promoviert (während er Instructor in Biologie am Amherst College war) und war dann als Post-Doktorand Fellow des National Heart Institute. Ab 1964 war er an der University of California, San Diego, erst als Forscher, ab 1969 als Assistant Professor und ab 1972 als Professor für Biochemie.
Doolittle war für Untersuchungen zur molekularen Evolution von Proteinen (unter anderem des Blutsystems) und über die Struktur von Fibrinogen bekannt.
Er war Mitglied der National Academy of Sciences (1984), der American Academy of Arts and Sciences (1985) und der American Philosophical Society (1992). 1989 erhielt er den Paul-Ehrlich-und-Ludwig-Darmstaedter-Preis. 2006 erhielt er den John J. Carty Award der National Academy of Sciences. 1984/85 war er Guggenheim Fellow. 1992 erhielt er den Stein & Moose Award und 1969 den Career Development Award des US Public Health Service.
Er war ab 1955 verheiratet und hatte zwei Kinder.

## Schriften
- Of Urfs and Orfs: A Primer on how to Analyze Derived Amino Acid, University Science Books, December 1986
- mit John N. Abelson, Melvin I. Simon, Computer Methods for Macromolecular Sequence Analysis (Methods in Enzymology), Academic Press, 1996
- mit John N. Abelson, Melvin I. Simon Molecular Evolution: Computer Analysis of Protein and Nucleic Acid Sequences (Methods in Enzymology), Academic Press, 1990
- Herausgeber mit Michael W. Mosesson, Molecular biology of fibrinogen and fibrin, Annals of the New York Academy of Sciences, 1983